# Andrzej Szczechowicz
Andrzej Szczechowicz (* 14. September 2000 in Zakopane) ist ein polnischer Nordischer Kombinierer.

## Werdegang

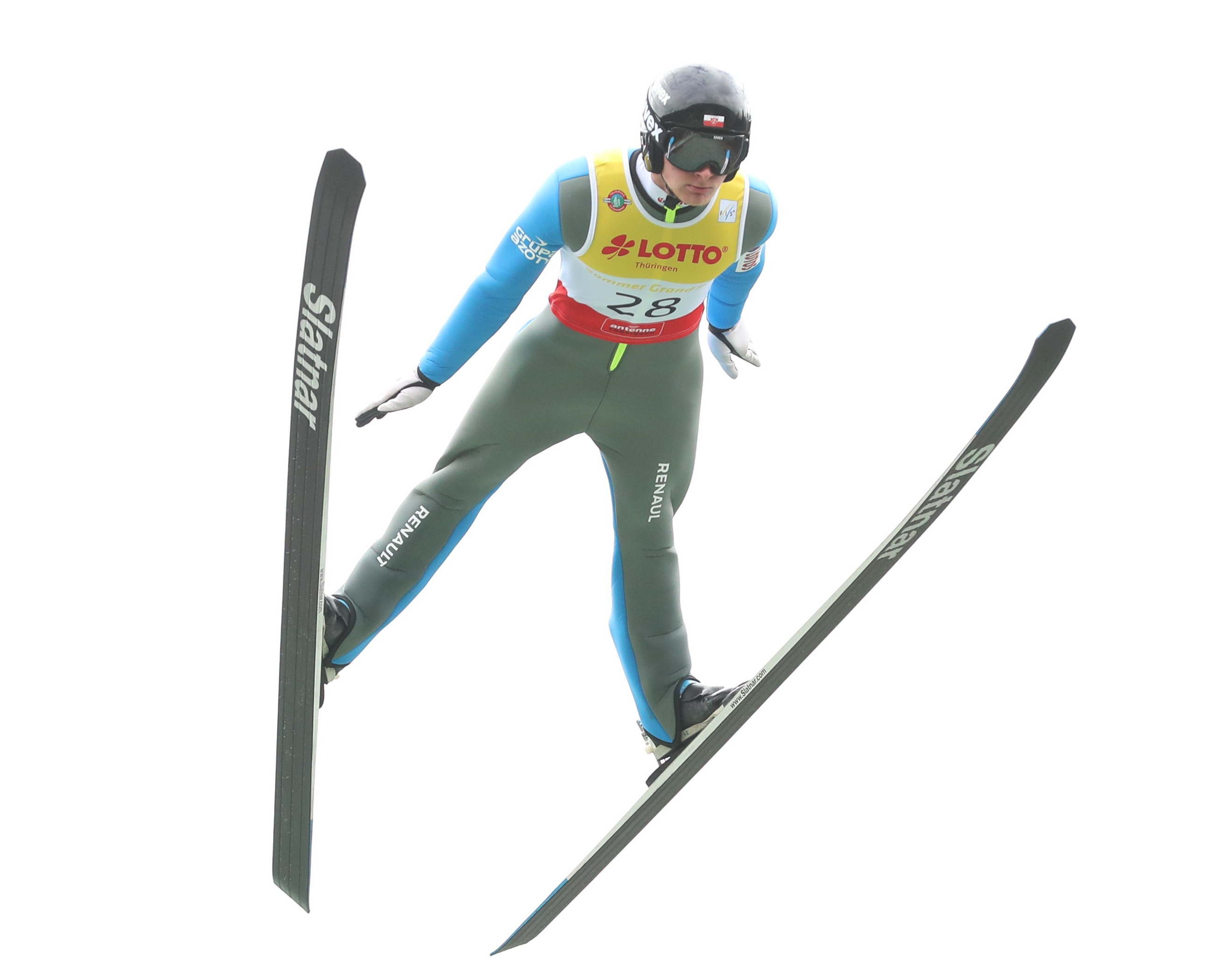
Andrzej Szczechowicz beim Sommer Grand Prix 2021 in Oberhof und Steinbach-Hallenberg

Szczechowicz, der für TS Wisła Zakopane startet, gab am 25. August 2017 im Rahmen des Youth Cups in Oberstdorf sein internationales Debüt und belegte dabei den zehnten Rang im Sprint. Auch bei den weiteren Wettkämpfen dieser Jugendserie in der Saison 2017/18 erreichte er die besten Zehn. Zum Abschluss gewann er im März 2018 in Trondheim seinen ersten Wettbewerb und belegte schließlich in der Gesamtwertung den dritten Rang. Bei den Nordischen Junioren-Skiweltmeisterschaften 2018 in Kandersteg belegte er im Einzel nach der Gundersen-Methode über zehn Kilometer den 43. Platz und wurde darüber hinaus Zwölfter im Team. Im Sprint kam er nicht zum Einsatz. Bei den polnischen Meisterschaften gewann Szczechowicz hinter Paweł Twardosz und Piotr Kudzia zudem seine erste nationale Medaille. Nachdem er mehrere Monate lang international nicht in Erscheinung trat, nahm er Ende Januar 2019 in Lahti erneut an Nordischen Junioren-Skiweltmeisterschaften teil. Szczechowicz kam dabei sowohl im Einzel als auch im Team nicht über die hinteren Ränge hinaus. So belegte er in den Einzelbewerben die Ränge 49 und 46 sowie im Team den 13. und letzten Platz. Wenige Wochen später debütierte er in Eisenerz im Continental Cup, wo sich jedoch ähnliche Ergebnisse einstellten. Im März wurde er in Szczyrk hinter Wojciech Marusarz polnischer Vizemeister.
In der Saison 2019/20 ging Szczechowicz erstmals Anfang Februar bei den Continental-Cup-Wettbewerben in Planica an den Start, blieb jedoch weiterhin punktlos. Bei den Nordischen Junioren-Skiweltmeisterschaften 2020 in Oberwiesenthal erreichte er mit Rang 36 im Gundersen-Wettkampf seine beste Einzelplatzierung bei Junioren-Weltmeisterschaften. Darüber hinaus wurde er gemeinsam mit Bartłomiej Klimowski, Piotr Kudzia und Mateusz Jarosz mit knapp fünf Minuten Rückstand auf die Sieger Siebter im Team. Zum Saisonabschluss gewann Szczechowicz im russischen Nischni Tagil seine ersten beiden Continental-Cup-Punkte, was vor allem auf eine bessere Sprungform zurückzuführen war. Die Punktgewinne ließen ihn die Saison rückblickend positiv bewerten. In der Winter 2020/21 etablierte sich Szczechowicz als zweitbester Pole hinter Szczepan Kupczak. Zwar startete er in Klingenthal noch punktlos in die Continental-Cup-Saison, doch gelang ihm bereits am ersten Wettkampftag in Eisenerz eine Platzierung in den Top 30. Anfang Februar belegte er die Ränge 19 und 20 in Lahti und bestätigte seinen Aufwärtstrend. Bei den Nordischen Skiweltmeisterschaften 2021 in Oberstdorf belegte er im Gundersen Einzel von der Normalschanze Rang 38. Da die Polen lediglich mit zwei Kombinierern angereist waren, nahm Szczechowicz nicht am Staffelwettbewerb teil. Beim Gundersen-Wettbewerb von der Großschanze kam er mit einem Rückstand von siebeneinhalb Minuten ins Ziel, was für den 39. Platz reichte. Zwei Tage später wurde er gemeinsam mit Szczepan Kupczak Elfter im Teamsprint. Die beiden lagen nach dem Sprunglauf auf Rang neun, verloren auf der Loipe jedoch viel Zeit und wurden letztlich überrundet. Zum Saisonabschluss belegte Szczechowicz den zweiten Rang hinter Szczepan Kupczak bei den polnischen Meisterschaften in Szczyrk und Kubalonka.
Nachdem Szczechowicz im Sommer 2021 erfolglos am Grand Prix teilgenommen hatte, startete er im Continental Cup in den Winter. Dort erreichte er bei den Wettbewerben in Zhangjiakou mit den Rängen 14 und 16 seine besten Saisonergebnisse. Einige Wochen später trat er ebendort bei den Olympischen Winterspielen 2022 an und lief in den Einzelwettkämpfen auf den 35. Platz von der Normalschanze sowie auf den 45. Platz von der Großschanze. Am 28. August 2022 erzielte er als 17. in Oberwiesenthal seine ersten Punktgewinne im Grand Prix. Im Winter verpasste er aber weiterhin die Punkteränge im Weltcup. Mitte Januar belegte Szczechowicz bei den Winter World University Games 2023 in Lake Placid den achten Rang im Gundersen Einzel und den fünften Platz im Massenstart. Zudem wurde er gemeinsam mit Paweł Szyndlar Sechster im Teamsprint. Im Mixed-Team gewann er im Team mit Nicole Konderla und Weronika Kaleta Silber hinter Japan. Anderthalb Monate später nahm er als einziger Pole an den Kombinationswettkämpfen der Nordischen Skiweltmeisterschaften 2023 in Planica teil. Im Gundersen Einzel von der Normalschanze erreichte er Rang 42, von der Großschanze wurde er 46.

## Statistik

### Grand-Prix-Platzierungen
| Saison | Platz | Punkte |
| ------ | ----- | ------ |
| 2022   | 33.   | 20     |

### Continental-Cup-Platzierungen
| Saison  | Platz | Punkte |
| ------- | ----- | ------ |
| 2019/20 | 90.   | 02     |
| 2020/21 | 57.   | 25     |
| 2021/22 | 45.   | 61     |